# Micheline Ostermeyer
Micheline Ostermeyer, född 23 december 1923 i Rang-du-Fliers, död 18 oktober 2001 i Bois-Guillaume, var en fransk friidrottare.
Ostermeyer växte upp i Tunisien. Hon deltog 1946 vid europamästerskapen i friidrott och vann där en silvermedalj i kulstötning. Vid de olympiska sommarspelen 1948 i London vann hon en brons- och två guldmedaljer.